# Arremon franciscanus
El cerquero franciscano (Arremon franciscanus) es una especie de ave paseriforme de la familia Passerellidae endémica en Brasil.
Su hábitat natural son los zonas arbustivas de la caatinga y arboledas adyacentes. Está amenazado por la pérdida de sus hábitats naturales debido a la expansión de la agricultura y ganadería en la zona.